# Stairway to Heaven
Stairway to Heaven – ballada rockowa brytyjskiego zespołu rockowego Led Zeppelin. Piosenka wydana została w 1971 roku na czwartym, niezatytułowanym, studyjnym albumie zespołu, nieformalnie nazywanym IV.

## Geneza utworu
Początkowo wydawcy starali się wymusić na zespole wydanie utworu na singlu i nie mogli zrozumieć, dlaczego zespół nie chce tego zrobić. Jednak po pewnym czasie okazało się, że decyzja zespołu była słuszna. Fani, nie mogąc kupić singla, dla tej piosenki zaczęli kupować płytę długogrającą Led Zeppelin IV.

### Tekst i nagranie
Słowa piosenki napisał wokalista Led Zeppelin, Robert Plant. Tekst utworu traktuje o dokonywaniu właściwych wyborów w życiu i niekierowaniu się pozorami. Producentem nagrania był gitarzysta zespołu Jimmy Page. Utwór zarejestrowany został w grudniu 1970 roku, chociaż grupa zaczęła go pisać już podczas sesji nagraniowej do trzeciego albumu studyjnego Led Zeppelin III.
Utwór po raz pierwszy został wykonany podczas koncertu w Belfaście 5 marca 1971. Jako że w utworze wstęp i początkowe fragmenty są wykonywane na gitarze akustycznej, zaś późniejsze na gitarze elektrycznej Jimmy Page do wykonania koncertowego użył specjalnie dla niego wykonanej dwugryfowej gitary Gibson Double Neck.

## Popularność
W latach 70. w Stanach Zjednoczonych była jedną z najczęściej zamawianych piosenek w stacjach radiowych, mimo że nigdy nie została wydana na singlu. Pojawiła się zaledwie na płycie promocyjnej, w Australii na płycie EP oraz na wydawnictwie z okazji jej dwudziestolecia.
W 2004 roku utwór został sklasyfikowany na 31. miejscu listy 500 utworów wszech czasów według czasopisma „Rolling Stone”.

## Inne wersje
W 2010 roku Mary J. Blige nagrała cover tej piosenki, który został wydany na reedycji płyty Stronger with Each Tear (2009).

## Pozycje w zestawieniach
- zajmuje 31. miejsce na liście 500 utworów wszech czasów według magazynu „Rolling Stone”
- w 2009 roku utwór znalazł się na szczycie zestawienia 100 Greatest Guitar Solos czasopisma „Guitar World”[9]
- w zestawieniu Top wszech czasów Programu III Polskiego Radia siedmiokrotnie znalazł się na szczycie zestawienia (1994, 1995, 1997, 1998, 2007, 2008, 2011)[10][11]